# Hexatoma (Eriocera) bifurcata
Hexatoma (Eriocera) bifurcata is een tweevleugelige uit de familie steltmuggen (Limoniidae). De soort komt voor in het Neotropisch gebied.